# 刘海声
刘海声（1914年4月—2006年9月29日），山东省郯城县人，中国教育家、政治人物，甘肃省人大常委会原副主任。

## 生平
1937年12月参加革命工作；1942年7月加入中国共产党。第二次国共内战期间，先后在山西省闻喜县、夏县、运城太岳五中、晋南中学任校长。1949年赴甘肃省工作，任教育处副处长。1949年中华人民共和国成立后，历任甘肃省文教厅副厅长、厅长，教育厅厅长。1954年5月受聘任越南顾问团顾问。1956年任兰州大学副校长、党委书记。1960年10月任甘肃省教育厅厅长、省委宣传部副部长。文化大革命期间曾在张掖的五七干校劳动。1970年12月任甘肃省委党校副书记。1972年10月任甘肃省教育局局长。1979年12月任甘肃省第五届人大常委会副主任兼秘书长，1983年3月任甘肃省第六届人大常委会副主任、教育科学文化卫生委员会主任。1985年5月辞去职务，离职休养。2006年9月29日18时30分在西安逝世。

## 著作
- 刘海声. . 东方出版社. 1998年2月. ISBN 7506009900.